# Шют, Сэмюэл
Самюэл Шют (англ. Samuel Shute; 12 января 1662 — 15 апреля 1742) — английский офицер, колониальный чиновник в Северной Америке, губернатор провинции Массачусетс-Бэй и Нью-Гэмпшира. Участник Девятилетней войны и войны за испанское наследство. Его срок правления в Массачусетсе был отмечен жесткими разногласиями с провинциальным собранием по целому ряду вопросов и слабой дипломатией в отношении Вабанакской конфедерации, которая привела к войне Даммера (1722—1725).
В начале 1723 года отбыл в Лондон для получения дополнительных полномочий в противостоянии с провинциальным собранием. Обратно так и не вернулся в Новую Англию и был заменен в 1728 году Уильямом Бёрнетом, отказавшись вернуться на пост губернатора после внезапной смерти Бёрнета в 1729 году.

## Ранние годы
Самюэл Шют родился 12 января 1662 года в Лондоне, Англия. Он был старшим из шести детей Бенджамина Шюта, лондонского торговца. Его мать, известная по источникам как Елизабет или Мэри, была дочерью Джозефа Кэрила, пресвитерианского священника. Его брат Джон, впоследствии лорд Баррингтон, стал влиятельным членом парламента, политическим лидером религиозных инакомыслящих и доверенным лицом короля Георга I. Шют получил образование у преподобного Чарльза Мортона, который впоследствии эмигрировал в Новую Англию. Затем Шют посещал Лейденский университет в Голландии и поступил в английскую армию при Вильгельме III.

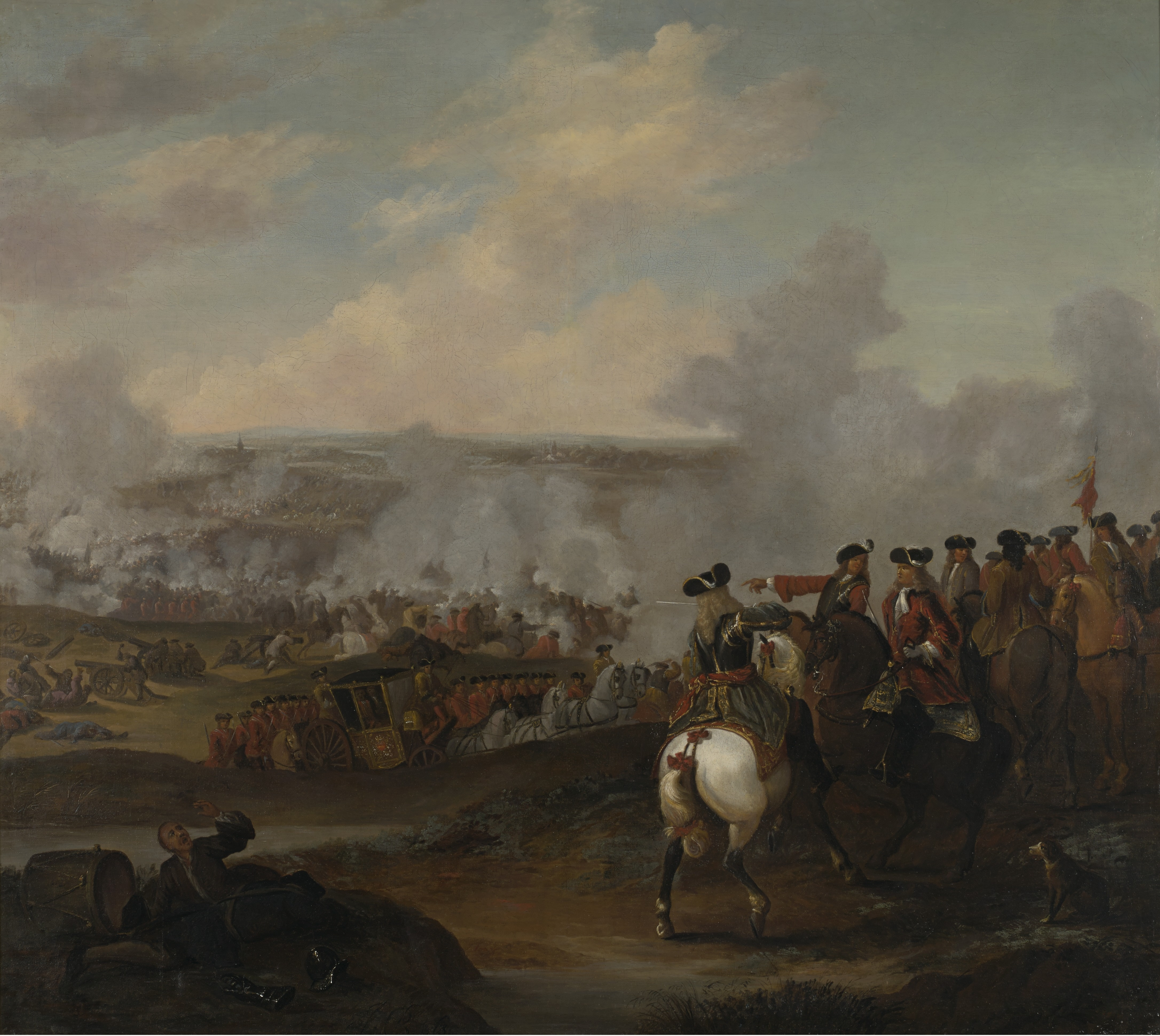
Битва при Бленхейме худ. Джошуа Росс-младший, 1715

В войны за испанское наследство Шют служил под командованием герцога Мальборо в драгунском полку. Он был капитаном этого полка, когда был ранен в битвк при Бленхейме в 1704 году; к концу войны он получил чин полковника. После воцарения Георга I в 1714 году полковник Элизеус Бёрджес был назначен губернатором Массачусетса и Нью-Хэмпшира. Массачусетские агенты Джеремия Даммер и Джонатан Белчер подкупили его за 1000 фунтов стерлингов, и Бёрджес ушел в отставку, так и не отбыв в Новый Свет. Затем Даммер и Белчер сыграли важную роль в продвижении Шюта в качестве альтернативы Бёрджесу, полагая, среди прочего, что он, скорее всего, будет хорошо принят в Новой Англии и поможет им помешать созданию земельного банка Новой Англии, за который ратовал исполняющий обязанности губернатора Уильям Тейлер.

## Губернатор Массачусетса и Нью-Хэмпшира
Шют прибыл в Бостон 4 октября 1716 года. Он сразу обозначил свой дальнейший курс, поселившись в Пола Дадли, сына бывшего губернатора Джозефа Дадли и противника земельного банка, а не у исполняющего обязанности губернатора Тейлера.

### Нью-Хэмпшир
Администрация Шюта в Нью-Хэмпшире не встретила такой же оппозиции, как в Массачусетсе, но и не была безоблачной. Генерал-лейтенант Джордж Воган, который в течение года до приезда Шюта выступал в качестве губернатора, настаивал на том, что он обладает всей полнотой власти, когда Шут находится за пределами провинции. Вопреки позиции Шюта Воган, в его отсутствие, распустил собрание и уволил советника Сэмюэля Пенхаллоу. В сентябре 1717 года Шют, с согласия своего совета, отстранил Вогана, восстановил собрание и Пенхаллоу на его посту. После этого Воган был официально заменен Джоном Уэнтвортом.

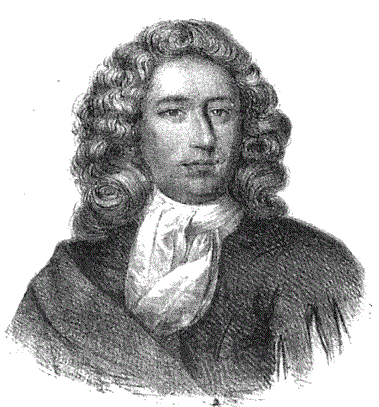
Лейтенант-губернатор Джон Уэнтворт

Одним из положительных событий, связанных с администрацией Шюта, было переселение в Нью-Хэмпшир большого числа шотландских эмигрантов с севера Ирландии. В начале 1718 года преподобный Уильям Бойд прибыл из Ольстера с петицией от имени нескольких пресвитерианских семей, желавших эмигрировать. Шют благосклонно принял эмиссара, и несколько кораблей с эмигрантами прибыли в августе 1718 года. В конце концов они обосновались в Нью-Хэмпшире, где основали город Лондондерри. Это было началом волны шотландско-ирландской эмиграции в Нью-Хэмпшир и Массачусетс.
Шют также предоставил ряд земельных грантов на территории современного штата Нью-Хэмпшир. Тем не менее, большая часть юго-западного Нью-Хэмпшира была в то время оспариваемой территорией между двумя провинциями, которыми управлял Шют. Политики Нью-Хэмпшир, в частности, лейтенант-губернатор Уэнтворт, были недовольны решением этого спора в пользу Массачусетса и сформировали мощную фракцию, которая в конечном итоге (после смерти Шюта) успешно добилась выделения Нбю-Хэмпшира в отдельную провинцию.

### Споры с собранием Массачусетса
Шют состоял в постоянной конфронтации с провинциальным собранием Массачусеста по поводу королевских прерогатив и других вопросов. Во время его администрации собрание успешно расширило свои полномочия за счет полномочий губернатора, что навсегда повлияло на отношения между более поздними губернаторами и собранием.
Одним из наиболее дискуссионных вопросов была финансовая проблема: крупная популистская фракция поддерживала инфляционную эмиссию выдачу бумажной валюты для покрытия дефицита, а две мощные оппозиционные фракции поддерживали конкурирующие предложения по решению этой проблемы. Фракция, которая обеспечила назначение Бёрджеса, поддержала создание частного земельного банка для выпуска векселей, обеспеченных частной собственностью, а Дадли и его сторонники, которых поддержал Шют, высказывались за идею выпуска облигация, обеспеченных золотом.

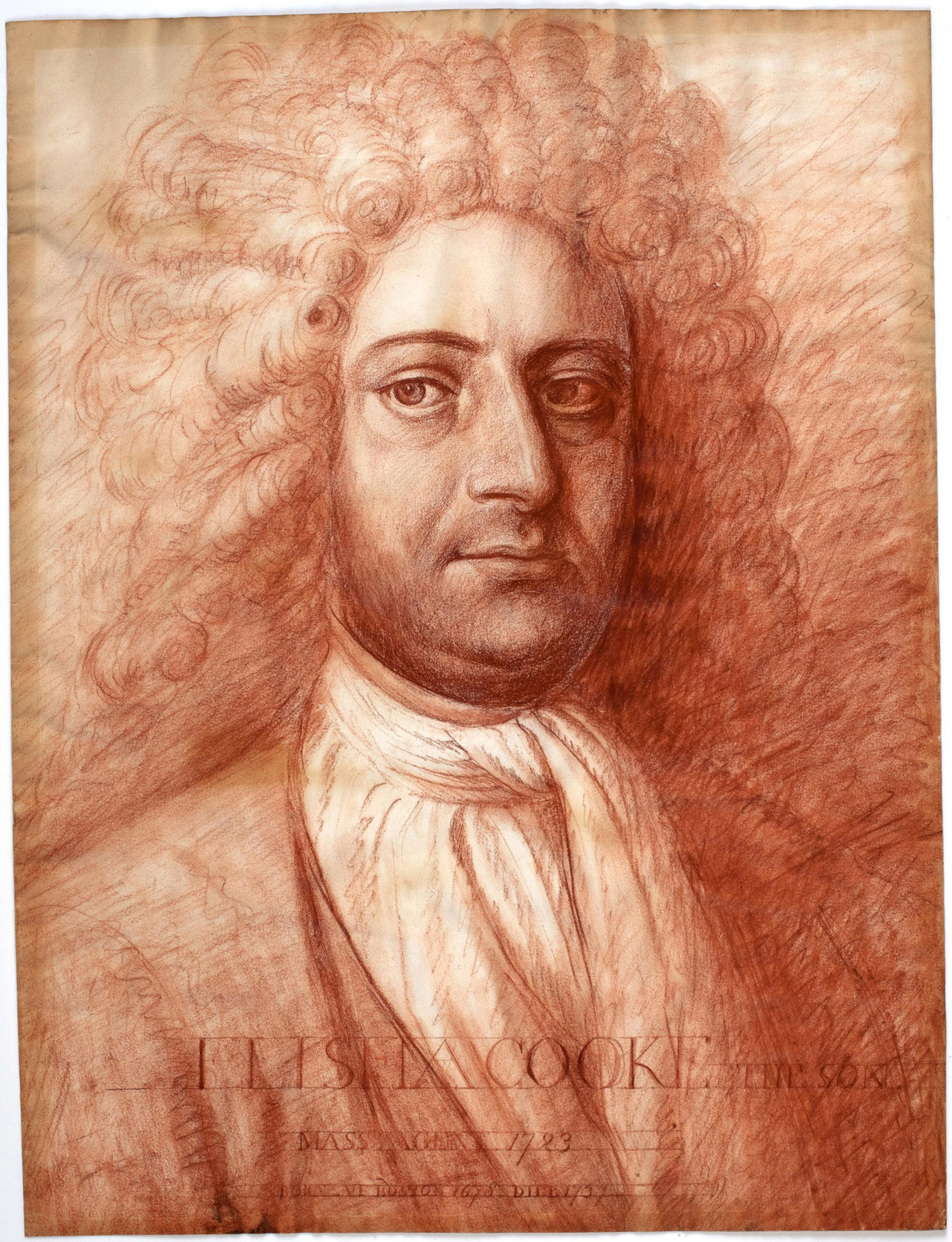
Элиша Кук-младший

Влиятельным членом собрания был Элиша Кук-младший, политик и крупный землевладелец в современном штате Мэн, который тогда был частью Массачусетса. Во время администрации Джозефа Дадли местные землевладельцы нарушали Закон Белой сосны 1711 года, по котором британское адмиралтейство резервировало для себя лучшие деревья для строительства кораблей. Шют пытался бороться с нарушениями, чем заслужил ненависть со стороны Кука и других землевладельцев, привыкших продавать строевой лес в своих интересах. Эта ненависть приобрела политический характер. В 1718 году Кук был избран в губернаторский совет, но Шют наложил вето на это решение. Затем собрание назначило Кука своим спикером в 1720 году. Это начало юридический спор о полномочиях губернатора, поскольку Шют отказался признать назначение Кука, утверждая, что он имеет право наложить вето на решение собрания. Собрание, со своей стороны, отказалась назначить кого-либо ещё, лишь в следующем году собрание избрало другого спикера, с которым согласился Шют.
Разногласия Шюта с собранием также проявились в его полномочиях по экстренному созыву депутатов. Собрание могло формально быть созвано на сессию и распущено губернатором, что позволяло губернатору контролировать собрание. Такая практика, в сочетании с отказом Шюта утвердить назначение Кука, побудила собрание восстать против губернатора практически по всем вопросам. Собрание даже стало противодействовать попыткам губернатора финансировать укрепление обороны на северных и восточных границах провинции, где продолжались конфликты с Вабанакской конфедерацией.
Ещё одним источником разногласий стало требование Шюта предоставить ему регулярное жалование. Вето Шюта на назначение Кука в 1719 году привело к сокращению его жалования. Вопрос о жаловании будет постоянным источником разногласий между провинциальным собранием и губернаторами до администрации Белчера 1730-х годов. Шют также пытался навязать цензуру прессы после того, как Кук опубликовал брошюры с критикой губернаторской политики, но собрание поддержало свободу печати в провинции.

### Индейская политика
Когда в 1713 году завершилась война за испанское наследство, её североамериканский театр (где она была известна как война королевы Анны) находился в непростой ситуации. Утрехтский договор, который положил конец войне, не признал никаких прав коренных американцев и содержал двусмысленные формулировки относительно статуса французской Акадии. Оспариваемые районы северной Новой Англии включали современную Новую Шотландию, Нью-Брансуик и восток современного штата Мэн. Джозеф Дадли в 1713 году договорился о прекращении военных действий с индейцами в Массачусетсе и Нью-Хэмпшире, но письменная форма договора отличалась от соглашений, заключенных в устной форме, и его условия были нарушены британскими поселениями, вторгавшимися на земли абенаков в Мэне. Кроме того, соседние микмаки в Новой Шотландии вообще не подписывали мирный договор. И Франция, и Великобритания заявили о своем сюзеренитет над племенами, населявшими спорную территорию. В свою очередь, племена, объединившиеся в Вабанакскую конфедерацию, утвердили свой суверенитет и право собственности на большую части спорной территории.

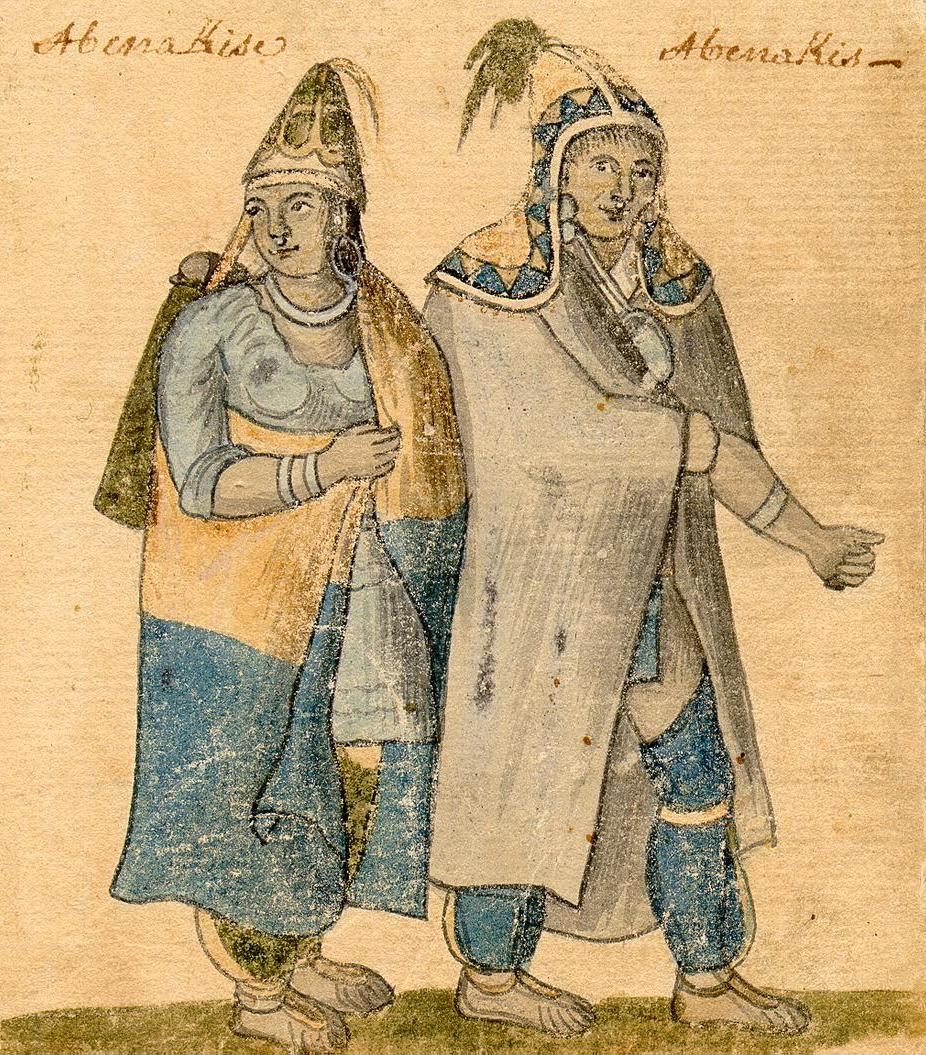
Абенаки

На встрече в Арроусике, Мэн, в 1717 году Шют и представители конфедерации попытались достичь некоторого соглашения относительно вторжений колонистов и создания торговых постов. Сахем (вождь) кеннебеков Вивурна возражал не только против создания поселений на их землях, но и против строительства постов, и требовал суверенного контроля над этими землями. Шют, часто грубо прерывавший Вивурну, прямо подтвердил британские претензии на эту территорию. Вабанаки были готовы признать уже существующие британские поселения при условии, что будет определена граница, за которой новые поселения будут запрещены, но Шют ответил: «Мы желаем только того, что принадлежит нам, и оно у нас будет». Этот ответ и договор, который был в конечном итоге согласован, не удовлетворил вабанаков.
В течение следующих нескольких лет поселенцы продолжали вторгаться на земли вабанаков к востоку от реки Кеннебек, включая строительство форта на восточной стороне реки Кеннебек. Вабанаки ответили набегом на стада скота поселенцев. Французское поселение в Кансо, Новая Шотландия, также мешало британским поселенцам. Получив жалобы о притеснениях и набегах рыбаков из Кансо в 1718 году, Шют отправил фрегат Королевского флота в этот район. Напряженность ещё больше возросла, когда в 1720 году Кансо был атакован микмаками.
На конференции в 1720 году вабанаки согласились заплатить 400 меховых шкур в качестве возмещения за материальный ущерб, нанесенный в Мэне, оставив четырёх заложников в качестве поручителя до тех пор, пока шкуры не будут доставлены. Шют также протестовал против присутствия французского иезуитского священника Себастьяна Рэля, который жил среди кеннебеков в центральном Мэне, требуя его ухода. В июле 1721 года вабанаки доставили половину мехов, потребовали возвращения своих заложников и отказались изгнать Рэля, который сопровождал их на место встречи. Массачусетс не дал официального ответа, и рейды вскоре возобновились.
Затем вабанаки подготовили письменный документ, подтверждавший их суверенные требования к спорным районам, и угрожать насилием, если их территория будет нарушена. Шут отклонил это письмо как «дерзкое и угрожающее» и отправил ополченцев в Арроусик. Он также утверждал, исходя из влияния Рэля на индейцев, что претензии вабанаков были частью французских интриг. Следуя этой идее, Шют отправил в январе 1722 года экспедицию для захвата Рэля. Отряд добрался до деревни кеннебеков в Норриджвоке, но священник бежал. Ополчение захватило его документы (включая переписку с французскими властями), которые Шют использовал для усиления своих позиций в переговорах. Шют повторил британские требования о суверенитете над спорными областями в письмах в Лондон и к генерал-губернатору Новой Франции Филиппу де Риго. Риго в ответ отметил, что, хотя Франция заявила о суверенитете над этим районом, вабанаки сохранили свою собственность, и предположил, что Шют неправильно понимает, как взаимодействуют европейские идеи и индейская собственность.
Набег на Норриджвок и укрепление побережья Мэн привел к предсказуемому ответу: вабанаки начали войну, совершив набег на британские поселения на побережье Мэна в 1722 году и захватив суда у Новой Шотландии. 25 июля 1722 года Шют официально объявил войну вабанакам, которая в итоге получила название войны Даммера, поскольку ею руководил лейтенант-губернатор Уильям Даммер.

### Отъезд в Англию
По инициативе Кука собрание начало расследование расходов провинции. Выяснив, что некоторые выплаты милиции были совершены обманным путем, собрание ввело строгий порядок расходования государственных средств, что расширило полномочия собрания за счет полномочий губернатора. Собрание также посягнуло на власть губернатора, учредив комитет по надзору за деятельностью милиции в декабре 1722 года. Когда надвигалась индейская война, Шют посчитал это серьёзной угрозой своей власти и решил, что только вернувшись в Лондон он сможет исправить ситуацию. Вскоре после Рождества 1722 года Шют отплыл в Англию.

## Поздние годы и наследие

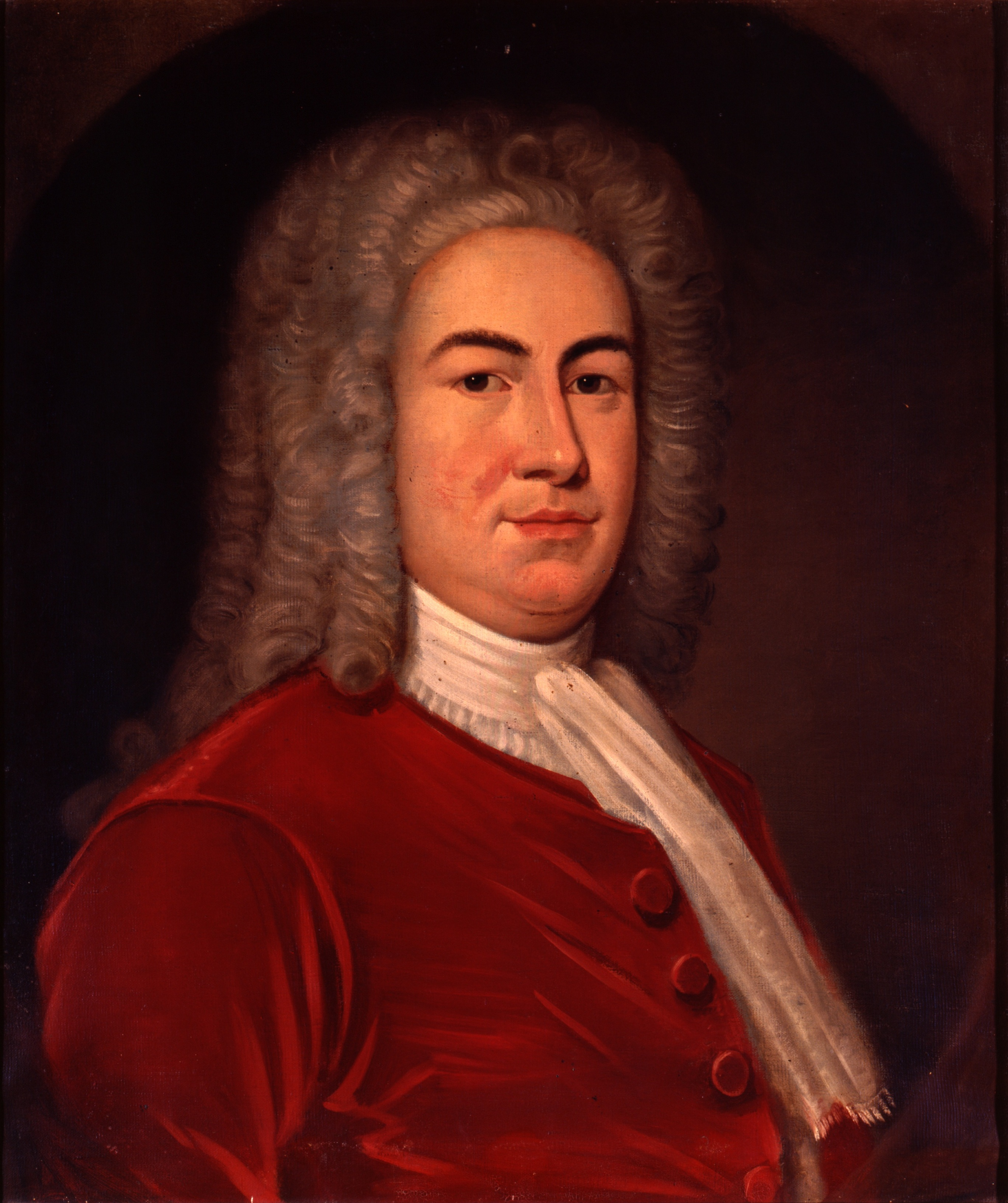
Преемник Шюта, Уильям Бёрнет

По прибытии в Лондон Шют представил свои многочисленные вопросы Тайному совету. Его оппоненты были представлены Джеремией Даммером и Элишей Кук — первый долгое время служил колониальным агентом в Лондоне, а второй был выбран собранием для защиты своих интересов. Аргументы Шюта были приняты советом, и только дипломатия Даммера убедила совет не отменять колониальную хартию. В 1725 году совет издал пояснение к колониальной хартии, подтверждавшую позицию Шюта по вопросу о праве вето на назначение спикера собрания, которое провинциальное собрание неохотно приняло в следующем году. Шют готовился вернуться в Массачусетс в 1727 году, когда умер король Георг I. Это привело к смене администрации в Лондоне и перестановке колониальных губернаторов. Администрация Массачусетса и Нью-Хэмпшира была доверена Уильяму Бёрнету, а Шют был отправлен на пенсию. Внезапная смерть Бёрнета в 1729 году сделал губернаторский пост вакантным. Шют, по-видимому, снова рассматривался на эту должность, но отказался, предложив свою поддержку Джонатану Белчеру, который активно искал эту должность.
Шют никогда не был женат. Он умер в Англии 10 апреля 1743 года. Шютсбери, штат Массачусетс, был назван в его честь.